# Sabrata
Sabrata (arabisch صبراتة, DMG Ṣabrāta, auch Sabratha) ist eine Hafenstadt in Libyen. Sie liegt 70 Kilometer westlich von Tripolis am Mittelmeer, mit 102.037 Einwohnern (Stand 1. Januar 2005). Verwaltungstechnisch bildeten die Stadt und ihr engeres Umland das ehemalige Munizip Sabrata wa-Surman. Seit 2007 gehört es zum Munizip an-Nuqat al-Chams.
Sabrata war neben Oea und Leptis Magna eine der drei Städte, nach denen in der Antike die Region Tripolitanien genannt wurde. In Sabrata gibt es gut erhaltene und aufwändig rekonstruierte Ruinen aus der römischen Epoche, u. a. das Theater , den Isistempel und die Agora. Ausgegraben von Kathleen Kenyon zwischen 1948 und 1951, wurde die Ausgrabungsstätte 1982 von der UNESCO in die Liste des Weltkulturerbes aufgenommen.

## Geschichte
Die Stadt wurde im 5. Jahrhundert v. Chr. von den Phöniziern aus Tyros gegründet, avancierte zu einem wichtigen Schiffsanlegeplatz an den Seerouten des westlichen Mittelmeers und geriet bald unter die Kontrolle Karthagos. Die Bürger Sabratas gelangten dadurch schnell zu Wohlstand, da es einen der wenigen natürlichen Häfen in Tripolitanien besaß und zugleich am Kreuzungspunkt der Küstenstraße mit einem nach Süden durch die Sahara führenden Handelsweg der transsaharischen Karawanen lag. Die Karthager richteten hier deshalb im 5. Jahrhundert v. Chr. einen Handelsstützpunkt ein und trieben dort Handel mit den indigenen Stämmen. Während der römischen Herrschaft (seit 46 v. Chr.) erlebte die Stadt als wichtiges Handelszentrum des römischen Tripolitanien eine wirtschaftliche Blütezeit. Die Stadt wurde im 2. Jahrhundert n. Chr. zu einer Colonia erhoben. Aus dieser Zeit sind eine Reihe von Badegebäuden und das Theater aus der Antoninischen Zeit erhalten. Etwa um das Jahr 200 wurden zahlreiche öffentliche Gebäude noch einmal aufwendig mit teurem Marmor dekoriert; damals lebten noch bis zu 20.000 Menschen in der Stadt.
Ihr Niedergang der antiken Stadt ging mit der langsamen Auflösung des Weströmischen Reichs einher, als Einfälle von Kamel-Nomaden die Landwirtschaft beeinträchtigten und ein schweres Erdbeben im Jahre 365 die Stadt erschütterte. 363 überfielen und plünderten die Austuriani Sabrata. Im 5. Jahrhundert besetzten zunächst die Vandalen die Stadt, im 6. Jahrhundert n. Chr. die Byzantiner und die Stadt genoss eine zweite Blütezeit als Teil des Byzantinischen Reiches. In dieser Zeit wurden auch neue Befestigungen errichtet, die allerdings eine viel kleinere Fläche umschlossen als noch in früheren Zeiten. Die byzantinische Herrschaft endete um 643 n. Chr., als Nordafrika von arabischen Truppen überrannt wurde. Nach der Eroberung durch Muslime im 7. Jahrhundert verlor Sabrata schnell an Bedeutung; Oea stieg stattdessen nun unter dem Namen Tripolis zum neuen Wirtschaftszentrum der Provinz Ifrīqiya auf.

## Titularbistum
Sabrata ist heute ein Titularbistum der römisch-katholischen Kirche.

## Zentrum des Schleusergeschäfts
Die Region Sabrata ist vor allem im Zuge der Flüchtlingskrise in Europa bekannt geworden und gilt als Ausgangspunkt für die illegale Migration über das Mittelmeer. Sabrata liegt nur 300 Kilometer südlich der italienischen Insel Lampedusa.
Im August 2017 berichtete die Nachrichtenagentur Reuters, dass eine Miliz, die Brigade des Märtyrers Anas al Dabbashi die Kontrolle über den Hafen Sabratas, das logistische Zentrum der Schleuser, erlangt hatte. In Sabrata herrschte nun die Miliz unter der Führung von Ahmed Dabbashi. Im Januar 2017 stationierte die Regierung der Nationalen Einheit zusätzlich das 48. Infanteriebataillon in Sabrata, das zur Bekämpfung der Schleuserunwesens mit den Milizionären zusammenarbeiten soll.